# Geirþjófsfjörður
Il Geirþjófsfjörður (in lingua islandese: Fiordo di Geirþjóf) è uno dei cinque fiordi che formano i Suðurfirðir (Fiordi meridionali), diramazione dell'Arnarfjörður, situato nella regione dei Vestfirðir, i fiordi occidentali dell'Islanda.

## Descrizione
È uno stretto fiordo con ripidi pendii su entrambi i lati e poco terreno pianeggiante, presente solo nella parte interna del fiordo verso l'altopiano Dynjandisheiði, che è in gran parte coperto da boschi di betulle; le conifere invece sono frutto di piantagioni forestali successive. Una parte dell'area intorno al fiordo è considerata zona naturale protetta.
Il fiume Botnsá scorre attraverso il territorio e va a sfociare nel fiordo.

## Luoghi legati alle saghe
Nel fiordo sono presenti alcune fattorie di importanza storica, come la Langibotn, attualmente non più abitata, che è stata la prima fattoria fondata dai coloni norvegesi all'epoca dell'insediamento nei Suðurfirðir e dove si ritiene abbia vissuto il colono Geirþjófur Valþjófsson, che ha dato il nome al fiordo.
Un'altra fattoria, la Auðarbæ, ha svolto un ruolo importante nella saga di Gísli Súrsson, una delle saghe degli islandesi. Secondo la saga, sua moglie visse qui mentre lui era in esilio e lo stesso Gísli fu ucciso in questo fiordo sulla scogliera di Einhamar. Altre fattorie abbandonate nel fiordo sono Sperðahlíð e Krosseyri.

## Accessibilità
Non ci sono strade di comunicazione che permettano di raggiungere il fiordo, sulle cui sponde ora ci sono case abitate solamente durante la breve stagione estiva; il fiordo può essere raggiunto solo in barca. Le tre fattorie che un tempo esistevano qui sono state abbandonate da tempo, l'ultima nel 1969.
Il fiordo è visibile dalla strada che collega il Breiðafjörður con l'Arnarfjörður passando per l'altopiano Dynjandisvegur, posto 500 metri più in alto rispetto al fiordo.